# メナ・マスード
メナ ・マスード（アラビア語エジプト方言: مينا مسعود, 1991年9月17日 - ）は、カナダの俳優。2019年の映画『アラジン』でアラジン役を演じたことで有名。ミーナ・マスード、ミナ・マスードとも表記される。

## 生い立ち
キリスト教徒（コプト正教会）のエジプト人の両親の子としてカイロで生まれた。2人の姉を持つ3歳の時に家族でカナダに移住。オンタリオ州マーカムで育ち、聖アンドレ・べゼット高校を卒業した。
一家でコプト正教会を信仰して、科学が得意で、高校在学中に正規の大学の科目を受講できるアドバンストプレイスメントに参加できるほど成績優秀。
またマスードは幼少期の頃から演じることが得意で俳優になるのが夢だったが、エジプト系カナダ人という特殊な彼は小さい頃から夢を否定され続けていたため　得意教科の科学を生かしトロント大学入学後神経科学を専攻、その後オーディションを受けライアンソン大学へ入学、芸術プログラムを卒業。

## 来歴
2011年に俳優活動を始める。テレビドラマシリーズ『ニキータ』や Combat Hospital で1話だけ僅かな時間出演。
2015年には、テレビドラマシリーズ『Open Heart』のジェアード・マリック役、テレビドラマシリーズ『トム・クランシー/CIA分析官 ジャック・ライアン』のタレク・カッサー役を務めた。
2017年、ウォルト・ディズニー・カンパニーが1992年のアニメーション映画『アラジン』を実写リメイクした映画『アラジン』の主人公アラジン役にマスードを抜擢したと発表。一時は大規模なオーディションを行うも、アラジンにピッタリな俳優が見つからず、キャスティングが難航していた中で射止めた役でもあった。アラジン役を演じることについてマスードは「テロリストでもなく悪いイメージもないキャラクターをついに演じることができることに興奮している。アラジンにはとても良いイメージがある。感動的な映画の、感動的な役だ。そんな役をついに演じられることにとても興奮している。」と語った。2019年ティーン・チョイス・アワードをSF/ファンタジー映画俳優として受賞。

## 私生活
ヴィーガンであり、「ヴィーガン、ベジタリアン、雑食であることではなく進化すること。環境、健康、次世代のためにビーガンを進化させていく」というモットーを掲げるビーガンを広めるためのブランド「Evolving Vegan」の創始者であり、インスタグラム・ツイッターで日々情報を更新、オフィシャルウェブサイトでTシャツなどのグッズ販売を行っている。

## フィルモグラフィ

### 映画
| 年   | 題名                                                    | 役名             | 備考                  |
| ---- | ------------------------------------------------------- | ---------------- | --------------------- |
| 2015 | Let's Rap                                               | ジョン           |                       |
| 2017 | Ordinary Days                                           | Ollie Santos     |                       |
| 2019 | スキャンダル 〜人生のターニングポイント〜 Run This Town | カマラ・アラファ | 日本劇場未公開        |
| 2019 | アラジン Aladdin                                        | アラジン         |                       |
| 2019 | ストレンジ・アフェア Strange but True                   | チャズ           |                       |
| 2021 | Lamya's Poem                                            | ルーミー         | 声の出演              |
| 2022 | ロイヤル・トリートメント The Royal Treatment            | トーマス王子     | Netflixオリジナル映画 |
| 2022 | Hotel for the Holidays                                  | ルーク           |                       |
| 2023 | The Sacrifice Game                                      | ジュード         |                       |
| 2023 | Butterfly Tale                                          | パトリック       | 声の出演              |
| TBA  | Wish You Were Here                                      | アダム           | ポストプロダクション  |
| TBA  | Spaceman                                                | 情熱             | 短編映画              |

### テレビシリーズ
| 年   | 題名                                                             | 役名                              | 備考                      |
| ---- | ---------------------------------------------------------------- | --------------------------------- | ------------------------- |
| 2011 | NIKITA / ニキータ Nikita                                         | Al Qaeda No. 2                    | 計1話出演                 |
| 2011 | Poser                                                            | Bretten Thomason                  | リカーリング 計6話出演    |
| 2011 | Combat Hospital                                                  | Salman Zawab                      | 計1話出演                 |
| 2011 | The 99                                                           | Hafiz the Preserver / Dave / Saad | メイン、声の出演          |
| 2012 | Cut to the Chase                                                 | Jason                             | リカーリング 計7話出演    |
| 2012 | King                                                             | Malik Atassi                      | 計1話出演                 |
| 2015 | Open Heart                                                       | Jared Malik                       | メイン                    |
| 2017 | Saving Hope                                                      | Justin Srinivasan                 | 計1話出演                 |
| 2018 | トム・クランシー/CIA分析官 ジャック・ライアン Jack Ryan          | タレク                            | リカーリング（シーズン1） |
| 2019 | Reprisal                                                         | Ethan Hart                        | メイン 計10話出演         |
| 2021 | 9-1-1: LONE STAR 9-1-1: Lone Star                                | Salim                             | 計1話出演                 |
| 2023 | メル・ブルックス/珍説世界史PART II History of the World, Part II | Egyptian Diplomat                 | 計1話出演                 |

| 公開年 | 題名              | 役名     | 備考   |
| ------ | ----------------- | -------- | ------ |
| 2016   | ウォッチドッグス2 | 複数の声 | 声のみ |